# Korthalsella mumfordii
Korthalsella mumfordii är en sandelträdsväxtart som beskrevs av Forest Brown. Korthalsella mumfordii ingår i släktet Korthalsella och familjen sandelträdsväxter. Inga underarter finns listade i Catalogue of Life.